# Richard MacGillivray Dawkins
Richard MacGillivray Dawkins (Surbiton, 24 octobre 1871 - Oxford, 4 mai 1955) est un archéologue britannique.

## Biographie
Ingénieur, il suit en parallèle des études de linguistique à Marlborough College et à King's College de Londres. Séjournant à Athènes dès 1902, il est chargé des fouilles de Palékastro. Il travaille aussi à Sparte où sa fouille du temple d'Artémis Orthia est alors considéré comme exemplaire. Sa découverte d'objets votifs en ivoire bouleverse les connaissances sur l'art à Sparte et en révèle toute la richesse et les trouvailles poteries amènent une chronologie des productions de Sparte.
Directeur de la British School at Athens (1906-1914), il engage les fouilles de Rhitsona (Béotie), fait continuer celles de Crète à la grotte de Kamáres et à Lasíthi.
Lors de la Première Guerre mondiale, il sert comme officier de l'Intelligence Service en Crète.

## Travaux
- Excavations at Phylacopi in Melos, 1911
- Modern Greek in Asia Minor, 1916
- Excavations at Plati in Lasithi, Crete, avec J. P. Droop, 1929
- The sanctuary of Artemis Orthia at Sparta, 1929
- The Cypriot Chronicle of Makhairas, 1932
- The Monks of Athos, 1936
- Forty-five Stories from the Dodecanese, 1950
- Norman Douglas, 1952
- Modern Greek Folktales, 1953
- More Greek Folktales, 1955
- More stories from the Arabian Nights', 1957